# Angolo 2
Angolo 2 es un caserío peruano ubicado en el distrito de Máncora, perteneciente a la provincia de Talara del departamento de Piura, al norte del Perú. En el 2017 tenía una población de 30 habitantes.